# Tramway de Galați
Le tramway de Galați est le réseau de tramway desservant la ville roumaine de Galați. C'est le deuxième réseau de Roumanie, après celui de Bucarest.

## Réseau actuel
Dans la zone centrale de la ville il y a deux nœuds :
- Piața Energiei, avec des dérivations vers rue Tecuci (Mașniță), et rue Siderurgiștilor (IREG);
- Baia Comunala, entre la rue Traian et Boulevard Basarabiei.

Les terminus sont organisés vers la périphérie de la ville. Entre les terminus, les différents lignes de tramway se partagent les mêmes secteurs.
Les terminus sont : 
- A, Aeroport, Quartier Aviației, (Kaufland 2, B.J.A.T.M.)
- B, Bazinul Nou, Quartier Bădălan, Chantier Naval (Șantierul Naval, ICEPRONAV)
- C, Combinat, Combinatul Siderurgic, (Sidex, Arcelor Mital)
- D, Dunărea, Quartier Danube
- E, Piața Energiei
- G, Gara C.F.R., Gare ferroviaire (il y a aussi une gare fluviale à Galați)
- I, Cimitirul Israelit, Cimitirul Ștefan cel Mare
- P, Piața Centrală
- S, Stadionul Oțelul, Quartier Tiglina
- T, Bariera Traian, Quartier Traian.

Ainsi, 
- la ligne 1 a le trajet : A - C
- l'ancienne ligne 2 : T - P (l'axe Nord -Sud)
- la ligne 3 a le trajet : S - C
- la ligne 5 a le trajet : S - B
- la ligne 6 a le trajet : B - C (l'axe Est-Ouest)
- la ligne 6b a le trajet : P - S
- la ligne 7 a le trajet : D - P
- la ligne 8 a le trajet : P - B
- la ligne 36 a le trajet : A - G
- la ligne 37 a le trajet : C - D
- la ligne 39 a le trajet : D - I
- la ligne 39b a le trajet : D - T
- la ligne 40 a le trajet : A - D
- la ligne 42 a le trajet : A - B
- la ligne 44 a le trajet : A - P.

### Aperçu général
Pour les articles homonymes, voir Ligne 1.

#### Ligne 1
```
Aeroport - Piața Energiei - Combinatul Siderurgic
```

##### Stations desservies
Les stations du tracé desservies sont listées ci-dessous :
|  |  |   |  |  | Stations                   | Lat/Long                     | Zone | Quartiers       | Correspondances            |
|  |  | - |  |  | -------------------------- | ---------------------------- | ---- | --------------- | -------------------------- |
|  |  | o |  |  | Terminus Aeroport          | 45° 27′ 20″ N, 28° 01′ 44″ E | 3    | Aeroport        | 36 39 39b 40 (à distance)  |
|  |  | o |  |  | Henri Coanda - Micro 38-39 | 45° 27′ 18″ N, 28° 01′ 27″ E | 3    | Aeroport        | 36 39 39b 40               |
|  |  | o |  |  | Traian Vuia - Micro 38-40  | 45° 27′ 02″ N, 28° 01′ 25″ E | 3    | Aeroport        | 36 39 39b 40               |
|  |  | o |  |  | Aurel Vlaicu - Micro 40    | 45° 26′ 56″ N, 28° 01′ 33″ E | 3    | Aeroport        | 36 39 39b 40               |
|  |  | o |  |  | I.C.Frimu - Tecuci         | 45° 26′ 35″ N, 28° 01′ 19″ E | 3    | I.C.Frimu       | 36 39 39b 40               |
|  |  | o |  |  | Piața Energiei             | 45° 26′ 25″ N, 28° 01′ 14″ E | 3    | Siderurgiștilor | 39 39b 40                  |
|  |  | o |  |  | Liceul 9                   | 45° 26′ 25″ N, 28° 00′ 54″ E | 3    | Siderurgiștilor | 5 6 46                     |
|  |  | o |  |  | Gara Filești               | 45° 26′ 26″ N, 28° 00′ 34″ E | 3    | Filești         | 5 6 46 Caile Ferate Romane |
|  |  | o |  |  | Viaduct                    | 45° 26′ 28″ N, 27° 59′ 28″ E | 3    | Filești         | 5 6 46                     |
|  |  | o |  |  | Combinatul Siderurgic      | 45° 26′ 23″ N, 27° 59′ 20″ E | 3    | Combinat        | 5 6 46                     |

Les noms des stations ne sont pas définitifs. Les coordonnées et les zones sont approximatives.

#### Ligne 3
Terminus Dunarea - Flora - IREG - Piața Energiei - Combinatul Siderurgic

#### Ligne 5
Dunarea - Flora - IREG - I.C. Frimu - Bd. Basarabiei - Calea Prutului - Bazinul Nou
Pour les articles homonymes, voir Ligne 6.

#### Ligne 6
```
Bazinul Nou - Calea Prutului - Bd. Basarabiei - Piața Energiei - Combinatul Siderurgic
```

##### Stations desservies
Les stations du tracé desservies sont listées ci-dessous :
|  |  |   |  |  | Stations                   | Lat/Long                     | Zone | Quartiers | Correspondances                |
|  |  | - |  |  | -------------------------- | ---------------------------- | ---- | --------- | ------------------------------ |
|  |  | o |  |  | Terminus Aeroport          | 45° 27′ 20″ N, 28° 01′ 44″ E | 3    | Aeroport  | 1 39 39b 40 Bus 34             |
|  |  | o |  |  | Henri Coanda - Micro 38-39 | 45° 27′ 18″ N, 28° 01′ 27″ E | 3    | Aeroport  | 1 39 39b 40 Bus 34             |
|  |  | o |  |  | Traian Vuia - Micro 38-40  | 45° 27′ 02″ N, 28° 01′ 25″ E | 3    | Aeroport  | 1 39 39b 40 Bus 34             |
|  |  | o |  |  | Aurel Vlaicu - Micro 40    | 45° 26′ 56″ N, 28° 01′ 33″ E | 3    | Aeroport  | 1 39 39b 40 Bus 34             |
|  |  | o |  |  | I.C.Frimu - Tecuci         | 45° 26′ 35″ N, 28° 01′ 19″ E | 3    | I.C.Frimu | 1 39 39b 40                    |
|  |  | o |  |  | Parc I.C.Frimu             | 45° 26′ 27″ N, 28° 01′ 42″ E | 3    | I.C.Frimu | 5 6 7 37 42                    |
|  |  | o |  |  | Cimitirul Eternitatea      | 45° 26′ 28″ N, 28° 02′ 10″ E | 3    | I.C.Frimu | 5 6 7 37 42                    |
|  |  | o |  |  | Baia Comunala              | 45° 26′ 38″ N, 28° 02′ 49″ E | 3    | Centru    | 5 6 7 37 42                    |
|  |  | o |  |  | Facultatea de Nave         | 45° 26′ 46″ N, 28° 03′ 17″ E | 3    | Centru    | 5 6 7 37 42                    |
|  |  | o |  |  | Gara C.F.R.                | 45° 26′ 37″ N, 28° 03′ 34″ E | 3    | Gara      | 7 37 Bus 26Caile Ferate Romane |

Les noms des stations ne sont pas définitifs. Les coordonnées et les zones sont approximatives.

#### Ligne 6b
Piața Centrală - Bd. Basarabiei - Piața Energiei - Combinatul Siderurgic

#### Ligne 7
Micro 19 - Flora - IREG - I.C. Frimu - Bd. Basarabiei - Piața Centrală.

#### Ligne 8
Piața Centrală - Bd. Basarabiei - Calea Prutului - Bazinul Nou.
Pour les articles homonymes, voir Ligne 36.

#### Ligne 36
```
Terminus Aeroport - Bd. Basarabiei - Gara C.F.R.
```

##### Stations desservies
Les stations du tracé desservies sont listées ci-dessous :
|  |  |   |  |  | Stations                   | Lat/Long                     | Zone | Quartiers | Correspondances[réf. nécessaire] |
|  |  | - |  |  | -------------------------- | ---------------------------- | ---- | --------- | -------------------------------- |
|  |  | o |  |  | Terminus Aeroport          | 45° 27′ 20″ N, 28° 01′ 44″ E | 3    | Aeroport  | 1 39 39b 40 Bus 34               |
|  |  | o |  |  | Henri Coanda - Micro 38-39 | 45° 27′ 18″ N, 28° 01′ 27″ E | 3    | Aeroport  | 1 39 39b 40 Bus 34               |
|  |  | o |  |  | Traian Vuia - Micro 38-40  | 45° 27′ 02″ N, 28° 01′ 25″ E | 3    | Aeroport  | 1 39 39b 40 Bus 34               |
|  |  | o |  |  | Aurel Vlaicu - Micro 40    | 45° 26′ 56″ N, 28° 01′ 33″ E | 3    | Aeroport  | 1 39 39b 40 Bus 34               |
|  |  | o |  |  | I.C.Frimu - Tecuci         | 45° 26′ 35″ N, 28° 01′ 19″ E | 3    | I.C.Frimu | 1 39 39b 40                      |
|  |  | o |  |  | Parc I.C.Frimu             | 45° 26′ 31″ N, 28° 01′ 34″ E | 3    | I.C.Frimu | 5 6 7 37 42                      |
|  |  | o |  |  | Cimitirul Eternitatea      | 45° 26′ 25″ N, 28° 02′ 02″ E | 3    | I.C.Frimu | 5 6 7 37 42                      |
|  |  | o |  |  | Baia Comunala              | 45° 26′ 25″ N, 28° 02′ 53″ E | 3    | Centru    | 5 6 7 37 42                      |
|  |  | o |  |  | Facultatea de Nave         | 45° 26′ 25″ N, 28° 03′ 18″ E | 3    | Centru    | 5 6 7 37 42                      |
|  |  | o |  |  | Gara C.F.R.                | 45° 25′ 49″ N, 28° 03′ 54″ E | 3    | Gara      | 7 37 Bus 26 Caile Ferate Romane  |

Les noms des stations ne sont pas définitifs. Les coordonnées et les zones sont approximatives.

#### Ligne 37
Micro 19 - Flora - IREG - I.C. Frimu - Bd. Basarabiei - Gara C.F.R.
Pour les articles homonymes, voir Ligne 39.

#### Ligne 39
```
Quartier Traian Nord - Quartier Aeroport - Piata Energiei - Quartier Dunarea
```

##### Stations desservies
Les stations du tracé retenues sont listées ci-dessous :
|  |  |   |  |  | Stations                   | Lat/Long                     | Zone | Quartiers       | Correspondances[réf. nécessaire] |
|  |  | - |  |  | -------------------------- | ---------------------------- | ---- | --------------- | -------------------------------- |
|  |  | o |  |  | Terminus Cimitir Israelit  | 45° 27′ 55″ N, 28° 01′ 14″ E | 3    | Nord            | 39b                              |
|  |  | o |  |  | Bd. Stefan cel Mare        | 45° 27′ 54″ N, 28° 01′ 53″ E | 3    | Nord            | 39b                              |
|  |  | o |  |  | Depou Traian               | 45° 27′ 36″ N, 28° 01′ 55″ E | 3    | Traian          | 39b                              |
|  |  | o |  |  | Patinoar                   | 45° 27′ 18″ N, 28° 01′ 55″ E | 3    | Aeroport        | 36 39b Bus 26 Bus 34             |
|  |  | o |  |  | Aviatiei                   | 45° 27′ 20″ N, 28° 02′ 01″ E | 3    | Aeroport        | 1 36 39b Bus26 Bus 34            |
|  |  | o |  |  | Henri Coanda - Micro 38-39 | 45° 27′ 18″ N, 28° 01′ 27″ E | 3    | Aeroport        | 1 36 39b 40 Bus 34               |
|  |  | o |  |  | Traian Vuia - Micro 38-40  | 45° 27′ 02″ N, 28° 01′ 25″ E | 3    | Aeroport        | 1 36 39b 40 Bus 34               |
|  |  | o |  |  | Aurel Vlaicu - Micro 40    | 45° 26′ 56″ N, 28° 01′ 32″ E | 3    | Aeroport        | 1 36 39b 40 Bus 34               |
|  |  | o |  |  | I.C.Frimu - Tecuci         | 45° 26′ 35″ N, 28° 01′ 19″ E | 3    | I.C.Frimu       | 1 36 39b 40                      |
|  |  | o |  |  | Piața Energiei             | 45° 26′ 25″ N, 28° 01′ 14″ E | 3    | Siderurgiștilor | 37 39b 40                        |
|  |  | o |  |  | I.R.E.G                    | 45° 26′ 12″ N, 28° 01′ 26″ E | 3    | Siderurgiștilor | 37 39b 40                        |
|  |  | o |  |  | Flora                      | 45° 25′ 52″ N, 28° 01′ 16″ E | 3    | Dunărea         | 37 39b 40 42                     |
|  |  | o |  |  | Prelungirea Brailei        | 45° 25′ 37″ N, 28° 01′ 07″ E | 3    | Dunărea         | 37 39b 40 42                     |
|  |  | o |  |  | Spitalul Judetean          | 45° 25′ 14″ N, 28° 01′ 14″ E | 3    | Dunărea         | 37 39b 40 42                     |
|  |  | o |  |  | Spatele Spitalul Judetean  | 45° 24′ 59″ N, 28° 01′ 26″ E | 3    | Dunărea         | 37 39b 40 42                     |
|  |  | o |  |  | Dunarea - Micro 19         | 45° 24′ 43″ N, 28° 00′ 52″ E | 3    | Dunărea         | 7 37 39b 40                      |

Les noms des stations ne sont pas définitifs. Les coordonnées et les zones sont approximatives.

#### Ligne 39b
Micro 19 - Flora - IREG - Piața Energiei - Micro 39 - Patinoar - Bd. Coșbuc - Bariera Traian

#### Ligne 40
Micro 19 - Flora - IREG - Piața Energiei - Aeroport

#### Ligne 41
Micro 40 - Piața Energiei - Combinatul Siderurgic

#### Ligne 42
Bazinul Nou - Calea Prutului - Bd. Basarabiei - Piața Aurel Vlaicu - Aeroport

#### Ligne 43
Liceul Auto - Stadionul Oțelul - Piața Energiei- Combinatul Siderurgic

#### Ligne 44
Aeroport - Piața Aurel Vlaicu - Bd. Basarabiei - Piata Centrală

#### Ligne 46
I.C. Frimu - Piața Energiei - Combinatul Siderurgic

#### Anciennes lignes
- Ligne 2: Gara C.F.R. - Cerealelor - Traian - Bucovinei - Bd. Coșbuc - I.C. Frimu
- Ligne 38: Gara C.F.R. - Bd. Basarabiei - I.C. Frimu - Piața Energiei - Viaduct - Combinat
- Ligne 45: Bariera Traian - Bd. Traian - Bd. Basarabiei - Gara C.F.R.
- Ligne 47: Piața Centrală - Bd. Traian - Bariera Traian - Depozit - Piața Energiei - IREG - Flora - Micro 19 - Flora - IREG - I.C. Frimu - Bd. Basarabiei - Piața Centrală
- Ligne 48: Poarta N. Combinat - Poarta E. Combinat - Piața Energiei - Depozit - Bd. Coșbuc - I.C. Frimu - Piața Energiei - Poarta E. Combinat - Poarta N. Combinat
- Ligne 49: Poarta N. Combinat - Poarta Est Combinat - Piața Energiei - I.C. Frimu - Bd. Basarabiei - Depozit - Piața Energiei - Poarta E. Combinat - Poarta N. Combinat
- Ligne 50: Micro 19 - Flora - I.C. Frimu - Bd. Basarabiei - Gara C.F.R. - Palatul Navigației
- Ligne 51: Bariera Traian - Bd. Traian - Bd. Basarabiei - Bazinul Nou
- Ligne 52: Bazinul Nou - Bd. Basarabiei - I.C. Frimu - IREG - Liceul Auto - Stadion Oțelul
- Ligne 53: Poarta Est Combinat - Poarta Nord Combinat
- Ligne 54: Stadionul Oțelul - Ireg -Piața Energiei - Micro 40 - Patinoar - Str.Bucovinei - Spitalul Militar - Piața Centrală
- Ligne 55: Stadionul Oțelul - IREG - Piața Energiei - Micro 40 - COMAT
- Ligne 56: Cimitirul Israelit - Bd. Coșbuc - Depozit - Micro 40 - I.C. Frimu - Bd. Basarabiei - Gara C.F.R.
- Ligne 57: Micro 19 - Flora - IC. Frimu - Bd. Basarabiei - Bd. Coșbuc - Cimitirul Israelit
- Ligne 61: Bazinul Nou - Bd. Basarabiei - I.C. Frimu
- Ligne 62: Bazinul Nou - Bd. Basarabiei - Cerealelor - Bd. Traian - Str. Bucovinei - Bd. Coșbuc - Depozit
- Ligne 63: Piața Centrală - Bd. Traian - Bd. Basarabiei - I.C. Frimu - Micro 40

### Matériel roulant
| Modèle       | Nombre de rames en circulation |
| ------------ | ------------------------------ |
| Tatra KT4D   | 31                             |
| Duewag ZGT6  | 26                             |
| Tatra T4D-MI | 15                             |
| Tatra T4D    | 7                              |
| MAN T4       | 4                              |